# Programa Lunar Orbiter
El Programa Lunar Orbiter (en español, Orbitador Lunar) fue el segundo programa estadounidense de observación de la Luna. El programa constaba de cinco misiones ―las cinco exitosas―, lanzadas entre el 10 de agosto de 1966 y el 1 de agosto de 1967. Gracias a las fotografías obtenidas por estas sondas robóticas, los cartógrafos David Bowker y Kenrick Hughes pudieron elaborar en 1971 un atlas fotográfico con 675 láminas de unos 25 × 30 centímetros.

## Misiones Lunar Orbiter

### Lunar Orbiter 1
La nave espacial no tripulada Lunar Orbiter 1, parte del Programa Lunar Orbiter, fue la primera nave espacial estadounidense en orbitar la Luna. Fue diseñado principalmente para fotografiar áreas lisas de la superficie lunar para la selección y verificación de sitios seguros de aterrizaje para las misiones Surveyor y Apolo. También estaba equipado para recolectar datos de impacto selenodetico, intensidad de radiación y micrometeoroides.
La nave espacial se colocó en una órbita de estacionamiento de la Tierra el 10 de agosto de 1966, a las 19:31 UTC. La quema de inyección translunar ocurrió a las 20:04 UTC. La nave espacial experimentó una falla temporal del rastreador de la estrella Canopus (probablemente debido a la luz solar perdida) y el sobrecalentamiento durante su crucero a la Luna. El problema del rastreador de estrellas se resolvió navegando usando la Luna como referencia, y el sobrecalentamiento se redujo al orientar la nave espacial 36 grados fuera del Sol para bajar la temperatura.

### Lunar Orbiter 3
El Lunar Orbiter 3 fue una nave espacial lanzada por la NASA en 1967 como parte del Programa Lunar Orbiter. Fue diseñado principalmente para fotografiar áreas de la superficie lunar para la confirmación de sitios seguros de aterrizaje para las misiones Surveyor y Apollo. También estaba equipado para recolectar datos de impacto selenodético, intensidad de radiación y micrometeoroides.